# 松本幸行
松本幸行（1947年6月5日—），日本棒球選手，出生於大阪府大阪市，曾經效力於日本職棒中日龍等隊伍，於1981年退休，生涯通算111次勝投。